# آنگران دو مونستروله
آنگران دو مونستروله (به فرانسوی: Enguerrand de Monstrelet) نویسنده قرن چهاردهم میلادی اهل فرانسه است.